# Enriqueta Martín Ortiz de la Tabla
Enriqueta Martín Ortiz de la Tabla (Llerena, Badajoz; 1892-1984), mestra i llicenciada en Filosofia i Lletres i doctorada en l'especialitat d'Història per la Universitat de Madrid. Va tenir gran rellevància en l'accés de les dones a la professió bibliotecària. Així mateix, és una de les primeres dones espanyoles a impartir classes en una Universitat nord-americana.

## Biografia
Enriqueta Martín era filla d'Emilio Martín i Enriquetina Ortiz de la Tabla, i germana de la poetisa i escriptora Soledad Martín i Ortiz de la Tabla, nascuda també a Llerena el 1875, que va arribar a aconseguir un cert reconeixement literari.
Segons assenyala Maria Jesús Viguera Molins al seu discurs Episodios andalusíes de Extremadura. Discurso de Ingreso en la Real Academia de Extremadura, Trujillo (2017), les germanes Martín-Ortiz de la Tabla van ser educades per uns pares que van donar gran importància a la formació cultural i professional de les seves filles, dada familiar sorprenent pel temps en el qual van viure. Ha de tenir-se en compte que en els temps de Enriqueta, el context social dificultava enormement l'accés de la dona als estudis superiors (les dones que volien formar-se es topaven amb nombrosos obstacles, només estudiava qui tenia un poder adquisitiu elevat, etc.). El seu pare, Emilio Martín Fernández, va dedicar bona part de la seva vida al progrés de la seva terra natal: va participar en diferents iniciatives a Llerena, agrícoles, industrials i també culturals, i va fundar i va dirigir el periòdic El Betico Extremeño. També va contribuir a l'electrificació de la seva localitat, col·laborant en la instal·lació d'una fàbrica de l'electricitat. A més, va portar diverses iniciatives per incentivar el desenvolupament agrari, entre les quals destaca el foment de l'apicultura movilista.
Enriqueta Martín, igual que María Moliner o Juana Capdevielle, va accedir a llocs de responsabilitat i va desenvolupar la seva labor com a bibliotecària amb llibres i manuals, com per exemple Biblioteques. Algunes intel·lectuals afirmen que la insistència que aquestes dones van tenir en aquests discursos respon a la presència femenina en aquestes activitats.

## Trajectòria professional
Va estar becada als Estats Units, com altres mestres relacionades amb la Residencia de Señoritas: entre 1919-1921 al Smith College (on va exercir el càrrec de instructor of Spanish durant els cursos 1919-1920; cal esmentar que la Junta d'Ampliació d'Estudis li va concedir una pensió), i, entre 1925-1926, al Vassar College.

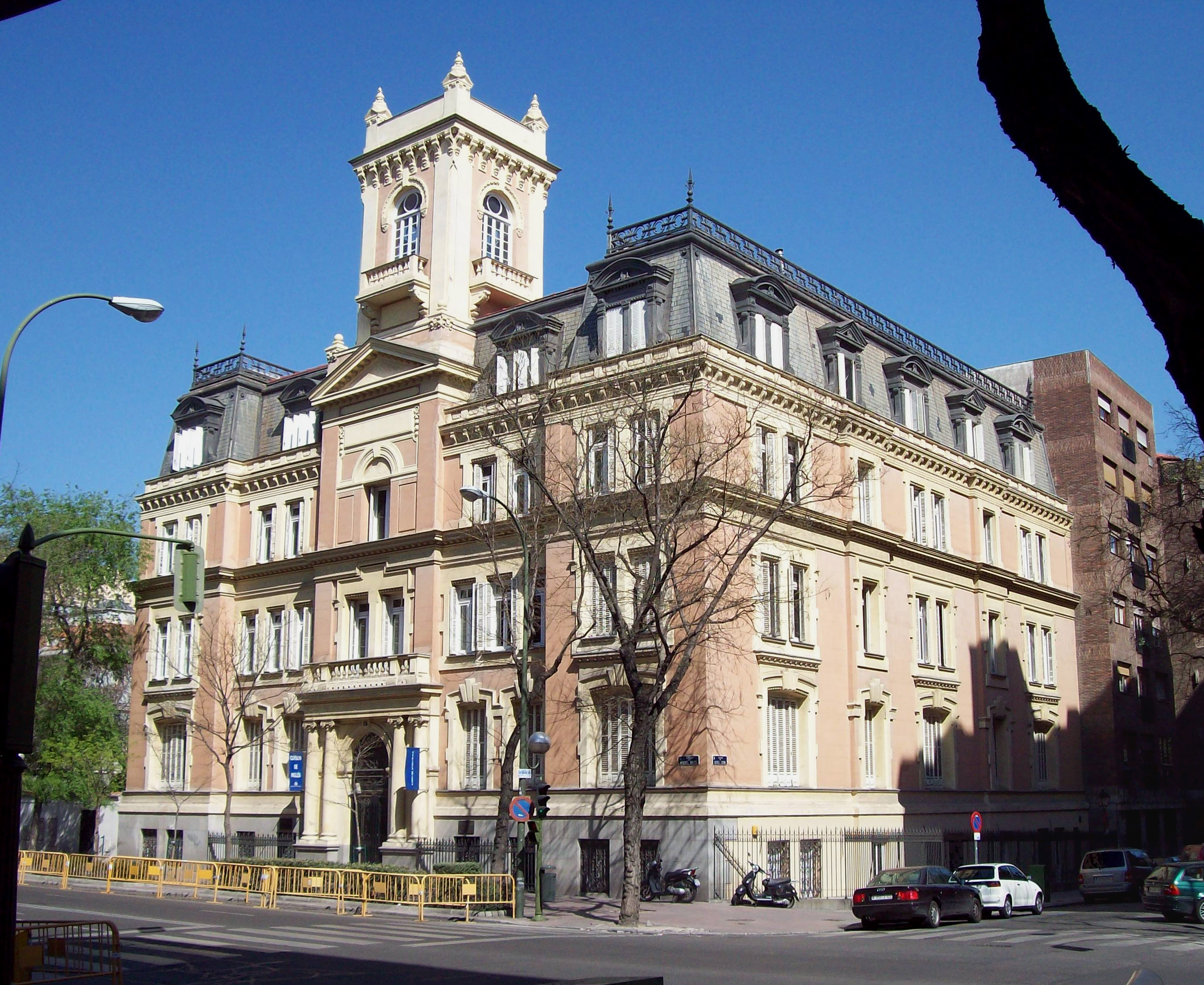
Seu de l'Institut Internacional

A partir de 1930, Enriqueta Martín i Ortiz de la Tabla va assumir la gestió de la Biblioteca de l'Institut Internacional i dels cursos de Biblioteconomia (organitzats i impartits des de 1928 per Mauda Polley, titulada en Biblioteconomia pel Columbia College). Aquest Institut Internacional va acordar amb la Junta per a Ampliació d'Estudis la fundació d'una «Residencia de Señoritas», en paral·lel a la Residència d'Estudiants. Aquesta residència va fomentar especialment la lectura i el desenvolupament de la biblioteca; Enriqueta Martín va ser directora de la mateixa des de 1931. Aquesta institució va ser creada per Alice Gulick, amb l'objectiu d'impulsar la formació de les joves espanyoles, i comptava amb una seu a Madrid. Paral·lelament, entre 1940 i 1949 va exercir com la representant semioficial de l'Institut, càrrec que va exercir fins a la seva jubilació el 1960, encara que sense renunciar per això a la seva labor com a bibliotecària.
Una vegada jubilada, es va fer càrrec de l'ordenació de l'arxiu documental de l'Institut Internacional, amb el qual havia estat vinculada des de 1919.

## Publicacions
Enriqueta Martín va participar en dues obres: 
- Reglas de catalogación, llibre que recollia les regles redactades per les alumnes dels cursos de biblioteconomia de la Residencia de Señoritas, coordinades per Enriqueta Martín, i que van ser publicades per elles mateixes en 1934.[1]
- Bibliotecas, manual publicat en 1948, del qual es conserva un exemplar a la Biblioteca de l'Escola Tècnica Superior d'Enginyers de Telecomunicacions de la Universitat Politècnica de Madrid. Va ser realitzat amb el propòsit de servir com a guia didàctica en els cursos de biblioteconomia de l'Institut Internacional.[9]